# Camper (Roberto Vecchioni)
Camper è un doppio album live del 1992, il primo album dal vivo di Roberto Vecchioni, nel quale è presente anche l'inedito Voglio una donna con il quale il professore vincerà il Festivalbar di quell'anno. Camper rappresenta fedelmente le atmosfere degli spettacoli di Vecchioni di quel periodo.

## Tracce

### CD1
1. Voglio una donna (inedito) - 4:13
2. Stranamore (pure questo è amore) - 4:00
3. La mia ragazza - 5:29
4. Dentro gli occhi - 4:39
5. Milady - 4:06
6. Mi manchi - 4:06
7. Per amore mio (ultimi giorni di Sancho P.) - 4:42
8. Vorrei - 5:00
9. Tommy - 4:23
10. Samarcanda - 4:40

### CD2
1. Il grande sogno - 4:21
2. Il capolavoro - 4:49
3. Ninni - 5:45
4. Tema del soldato eterno e degli aironi - 4:28
5. Velasquez - 5:35
6. Signor giudice (un signore così così) - 3:49
7. Robinson - 4:15
8. Montecristo - 4:43
9. L'ultimo spettacolo - 6:23
10. Luci a San Siro - 5:21

In Samarcanda è presente alla voce e al violino Angelo Branduardi, in Tema del soldato eterno e degli aironi la voce è di Andrea Mirò e in Luci a San Siro Vecchioni canta con Enzo Jannacci.

## Formazione
- Roberto Vecchioni - voce
- Paolo Costa - basso
- Alberto Crucitti - programmazione
- Claudio Bazzari - chitarra
- Nicolò Fragile - tastiera
- Beppe Gemelli - batteria
- Fabio Maggioni - basso
- Fabrizio Lamberti - tastiera, programmazione
- Alex Battini - batteria
- Walter Prandini - chitarra
- Demo Morselli - tromba
- Michael Rosen - sax
- Paolo Favini - sax
- Andrea Mirò, Claudio D'Onofrio, Laura Piccinelli, Giorgio Vanni - cori